# Milarepa (film 2006)
Milarepa (tibetano: མི་ལ་རས་པའི་རྣམ་ཐར།།, Wylie: mi-la-ras-pa'i rnam-thar) è un film del 2006 diretto da Neten Chokling , sulla vita del santo tibetano Milarepa .

## Storia
Il film è la prima parte sugli anni avventurosi formativi del leggendario mistico buddista, Milarepa. Il film combina mito, biografia, avventura, storia, dramma e documentario.

Neten Chokling descrive le umili origini di Milarepa. Una biografia basata sulle tradizioni orali secolari, Milarepa da giovane, dopo la morte improvvisa di suo padre, è circondato da un mondo pieno di dolore della madre e di tradimento dei parenti. Per sollevare la famiglia indigente e senza alcuna prospettiva, Milarepa si propone di imparare la magia nera per vendicarsi dei suoi nemici. Incontra maghi, stregoni, un insegnante enigmatico e impara i segreti della magia nera, che applica all'intero villaggio natale. Una grande disgrazia per tutti, anche gli animali, e quando Milarepa si rende conto dell'orrore della propria azione, si pente. Il suo maestro gli ha insegnato ad uccidere ma nessuno gli ha insegnato a far tornare in vita i morti. La seconda parte della storia riguarda l'incontro con Marpa il Traduttore che non lo giudica adatto a ricevere l'insegnamento del Kagyu, del Buddhismo tibetano e lo mette a costruire piccoli stupa di pietra per mettere alla prova la sua umiltà. Finalmente viene ammesso alla scuola di Marpa, diviene il suo allievo prediletto fino alla sua illuminazione finale e quando Marpa muore Milarepa si mette a predicare e acquisisce un'inaspettata popolarità e un grande  potere mistico.

## Produzione

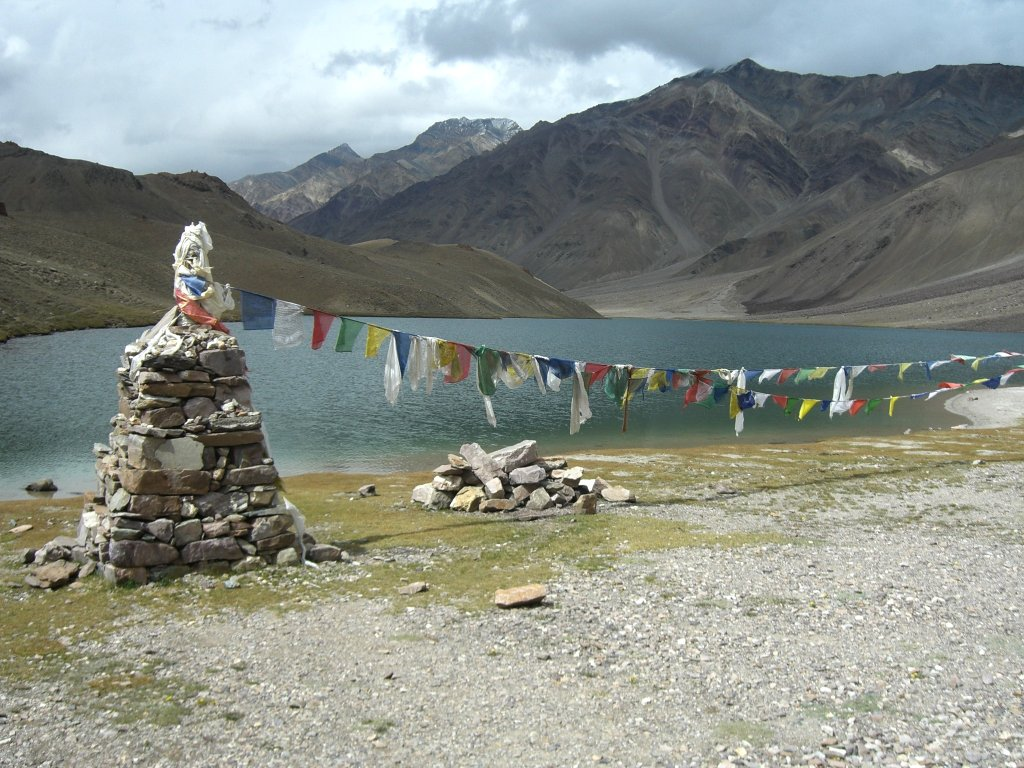
Chandra tal vicino a passo Kunzum

Il film è stato prodotto nella valle di Spiti , nell'alto Himalaya, nella regione dello Zanskar, nel Distretto di Kargil vicino al confine tra India e Tibet.